# Sarah Stone (Künstlerin)
Sarah Stone (verheiratet Sarah Smith; * 1761 oder 1762; † 11. Januar 1844 in London) war eine britische Tier- und Stillleben-Malerin.

## Leben
Stone wurde in St Giles, Middlesex, getauft. 1789 heiratete sie Captain John Langdale Smith. Sie hatten zwei Kinder, die in St. John’s Westminster getauft wurden: Eliza Frances, 8. September 1792, und Henry Stone Smith, 4. März 1795, der Erster Sekretär im Oberhaus wurde und 1881 starb. Sarah Stone stellte Stillleben in der Society of Artists aus, darunter Mandarine ducks in Sir Ashton Lever’s Museum (1780) und The yellow headed parrot from the Brazils (1791), The Mandarine Drake (1780–1986) in der Royal Academy, Birds, Peacock sowie ein weiteres Gemälde mit dem Titel Birds im Jahr 1781. Zu dieser Zeit wurde sie von John Latham beauftragt, einige Exemplare seines dreibändigen Werks A General Synopsis of Birds (1781–1785) mit 106 Tafeln, zu kolorieren. Auf der Ausstellung der Royal Academy of Arts im Jahr 1786 zeigte Sarah Stone das Gemälde Perspective view of Sir Ashton Lever’s museum (dieses wurde 1791 in der Free Society of Artists (SA) ausgestellt). 
Im Jahr 1790 wurde Sarah Stone mit der Illustration der Naturgeschichte in John Whites Journal of a Voyage to New South Wales beauftragt. In diesem Werk sind insgesamt 29 Vogelarten, 10 Reptilien, 6 Fischarten, 2 Insekten sowie ein weiteres Tier dokumentiert, von denen einige jedoch nicht signiert sind. Im Jahr 1791 stellte Stone ein Stillleben bei der Society of Artists in der Nähe der College Street in Westminster aus, gefolgt von einer weiteren Ausstellung im Jahr 1801.
Zwischen 1792 und 1796 veröffentlichte George Shaw die Schrift Museum Leverianum, die zwei von Sarah Stone signierte Illustrationen des Tiefland-Felsenhahns und des Pennantsittichs enthielt. Thomas Pennant bezeichnete sie in den Jahren 1798 bis 1800 als „seine Malerin, Miss Stone“ und lobte ihre Darstellungen von „kuriosen Subjekten“ aus dem naturhistorischen Kabinett, das Sir Elijah und Lady Impey aus Bengalen mitgebracht hatten. Stone stellte über eintausend transparente Aquarellzeichnungen in der Leverian Collection aus.
Stone wurde von führenden Naturhistorikern der Zeit mit der Anfertigung von Zeichnungen beauftragt, die als genaue Dokumentation neu entdeckter Arten dienten, welche aus der neu gegründeten Kolonie Australien und aus Indien nach England importiert wurden. Sie starb am 11. Januar 1844 im Alter von 82 Jahren in London. Im Bishop Museum in Honolulu, Hawaii, befinden sich Skizzenbücher von Stone, die insgesamt 164 Zeichnungen enthalten, überwiegend von Artefakten. Darunter befanden sich drei Vögel, der ausgestorbene Prachtmoho, der Gelbkleidervogel und der ebenfalls ausgestorbene Hawaii-Akialoa.

## Sammlungen
In Liverpool befindet sich eine Sammlung von 103 Aquarellen von Vögeln sowie neun Eiern. Das Natural History Museum in London enthält eine Sammlung von 13 Aquarellen von Vögeln, die um das Jahr 1788 entstanden sind, sowie ein Album mit 175 Blättern und 168 montierten Aquarellen von Vögeln, einschließlich eines Aquarells eines Glanzvogels. Diese Werke sind Teil von John Lathams Sammlung von 888 originalen Aquarellzeichnungen, die in sechs Bänden dokumentiert sind (Band 2, Seite 307), datiert auf das Jahr 1781.
In New Haven, Connecticut, bewahrt das Yale Center for British Art (YCBA) das Aquarell A red parrot mit den Abmessungen 45,5 × 35,5 cm auf, datiert auf das Jahr 1786. In Malibu, Virginia, befindet sich bei der Paul Mellon Collection (PMC) das Aquarell A Scarlet Ibis mit den Abmessungen 37 × 26,2 cm. Das Australian Museum in Sydney besitzt ein Skizzenbuch mit 132 Darstellungen von Pflanzen und Tieren. Zudem werden in Dixson Library in Sydney drei Aquarelle aufbewahrt. In Wellington, Neuseeland, befindet sich in der Raper-Sammlung der Alexander Turnbull Library ein einzelnes Aquarell von Parokets of Oteheate.

## Galerie
Auswahl von Illustrationen von Sarah Stone:

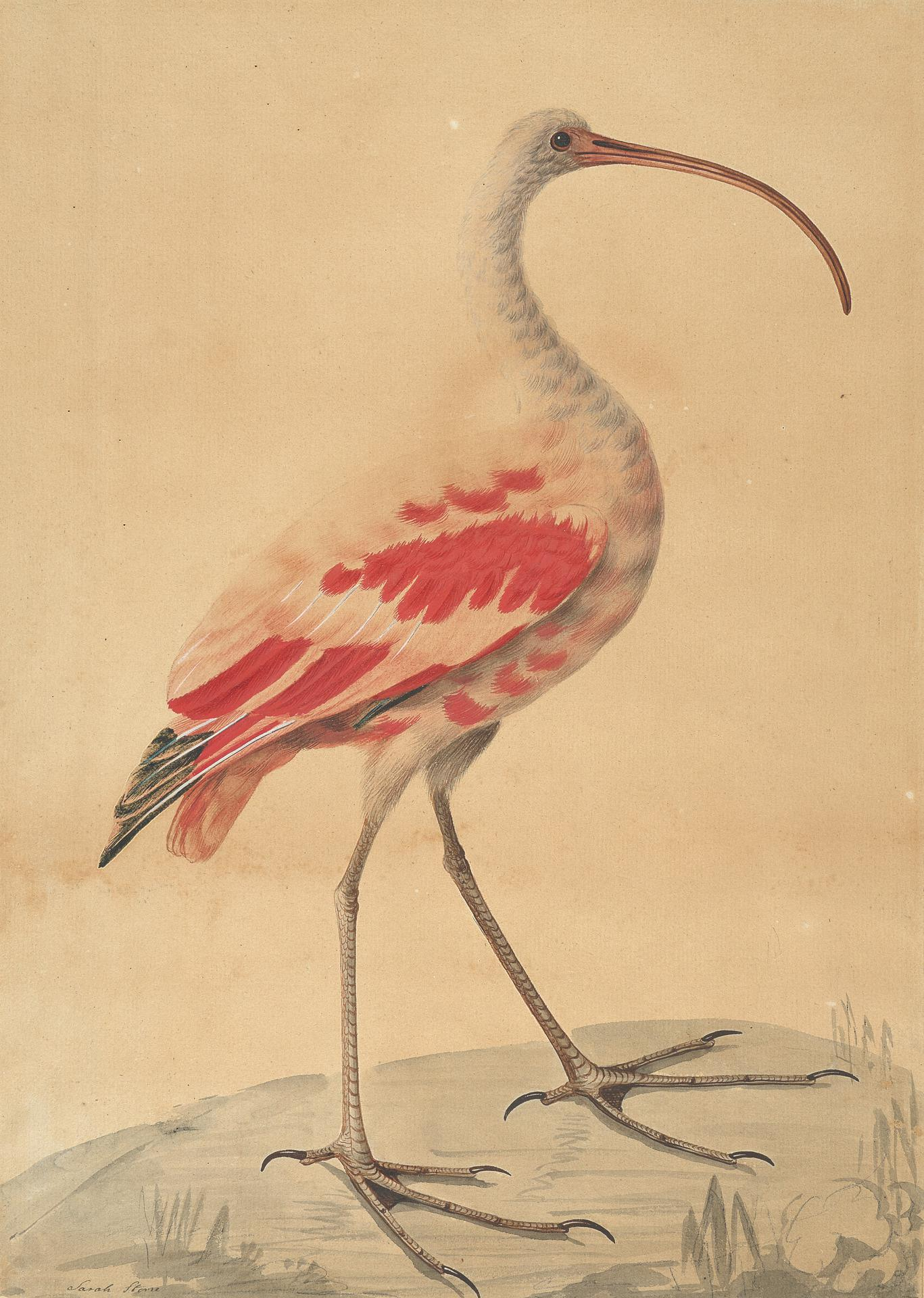
A Scarlet Ibis im Yale Center for British Art
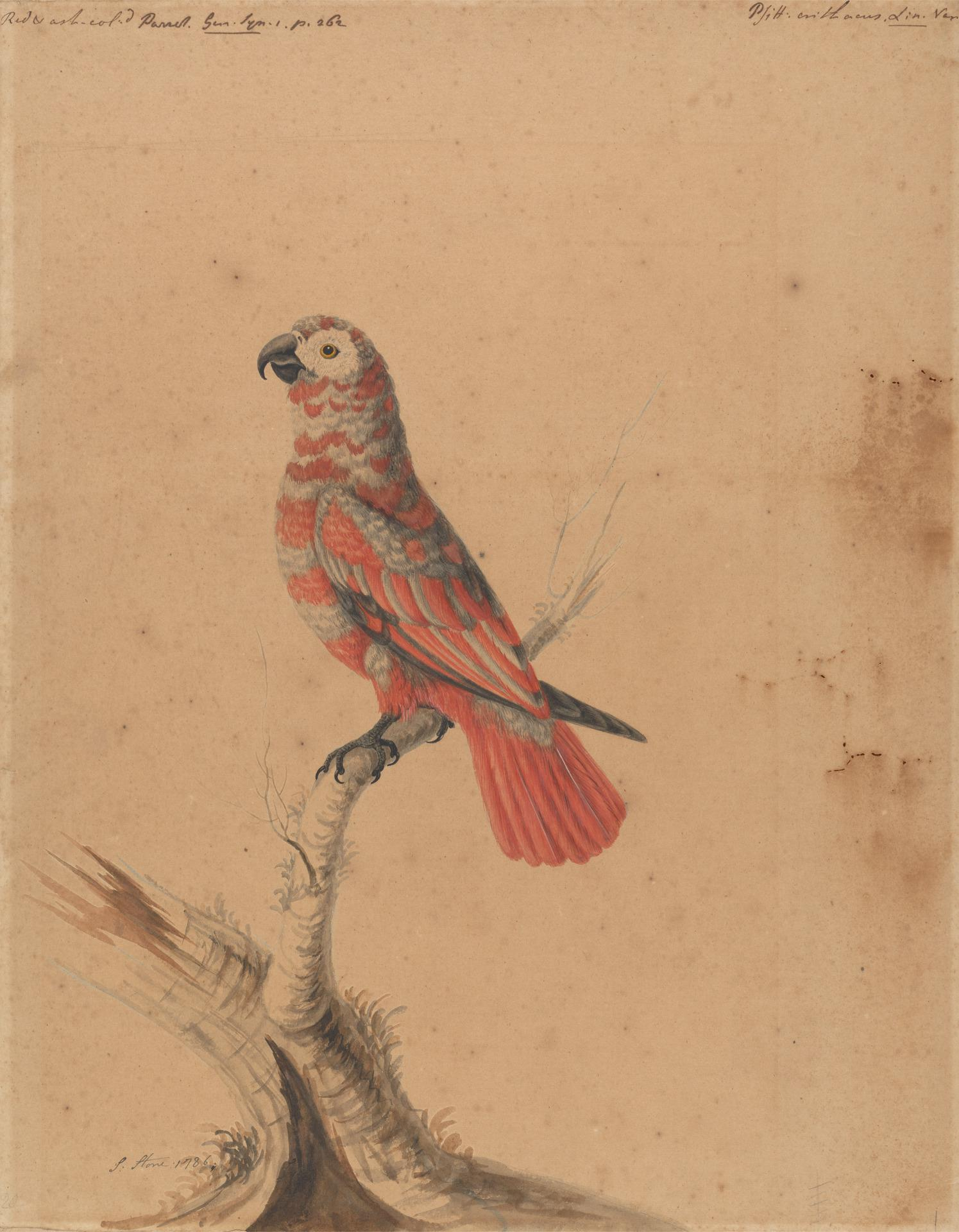
A Red Parrot im Yale Center for British Art
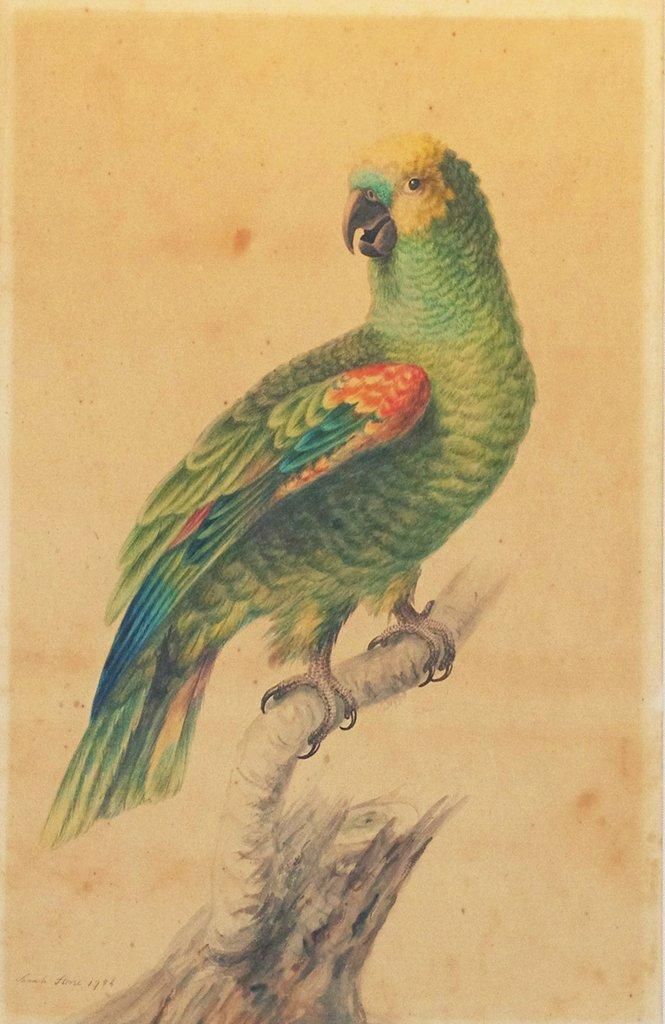
Green Parrot, 1785, Arader Galleries, New York City
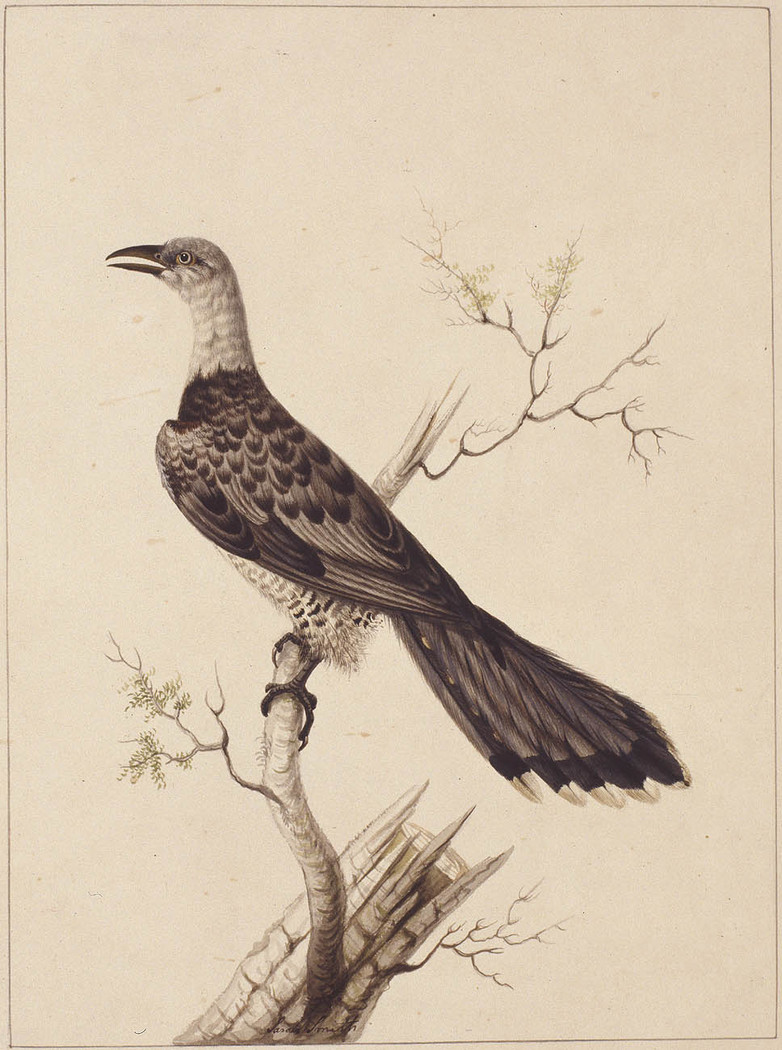
Anomalous Hornbill State Library of New South Wales
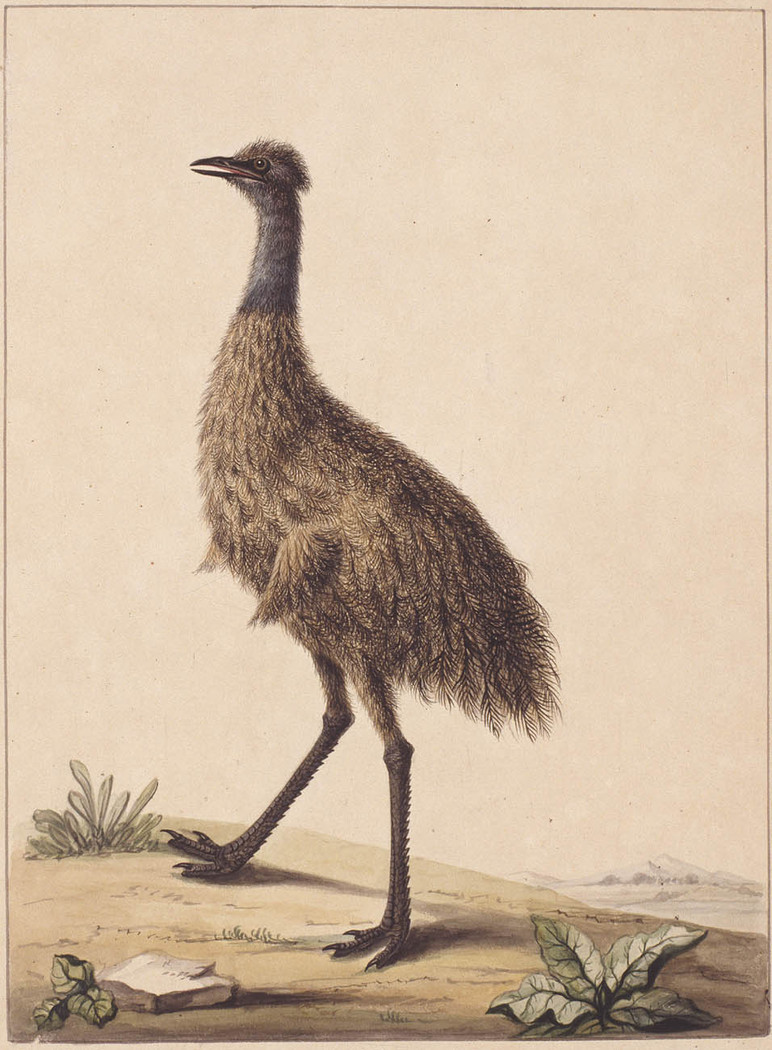
New Holland Cassowary State Library of New South Wales
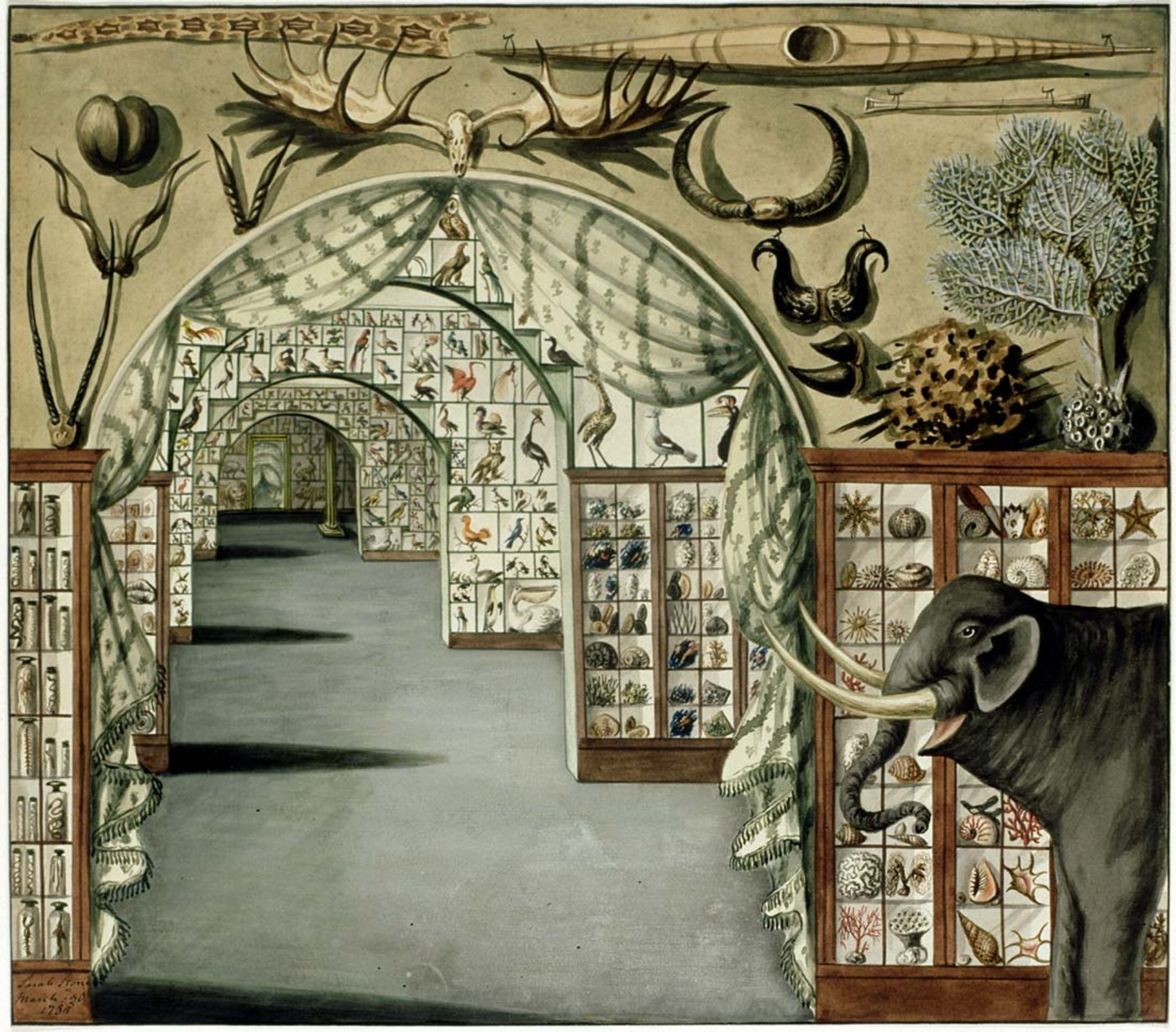
Perspective interior view of Sir Ashton Lever’s Museum in Leicester Square State Library of New South Wales
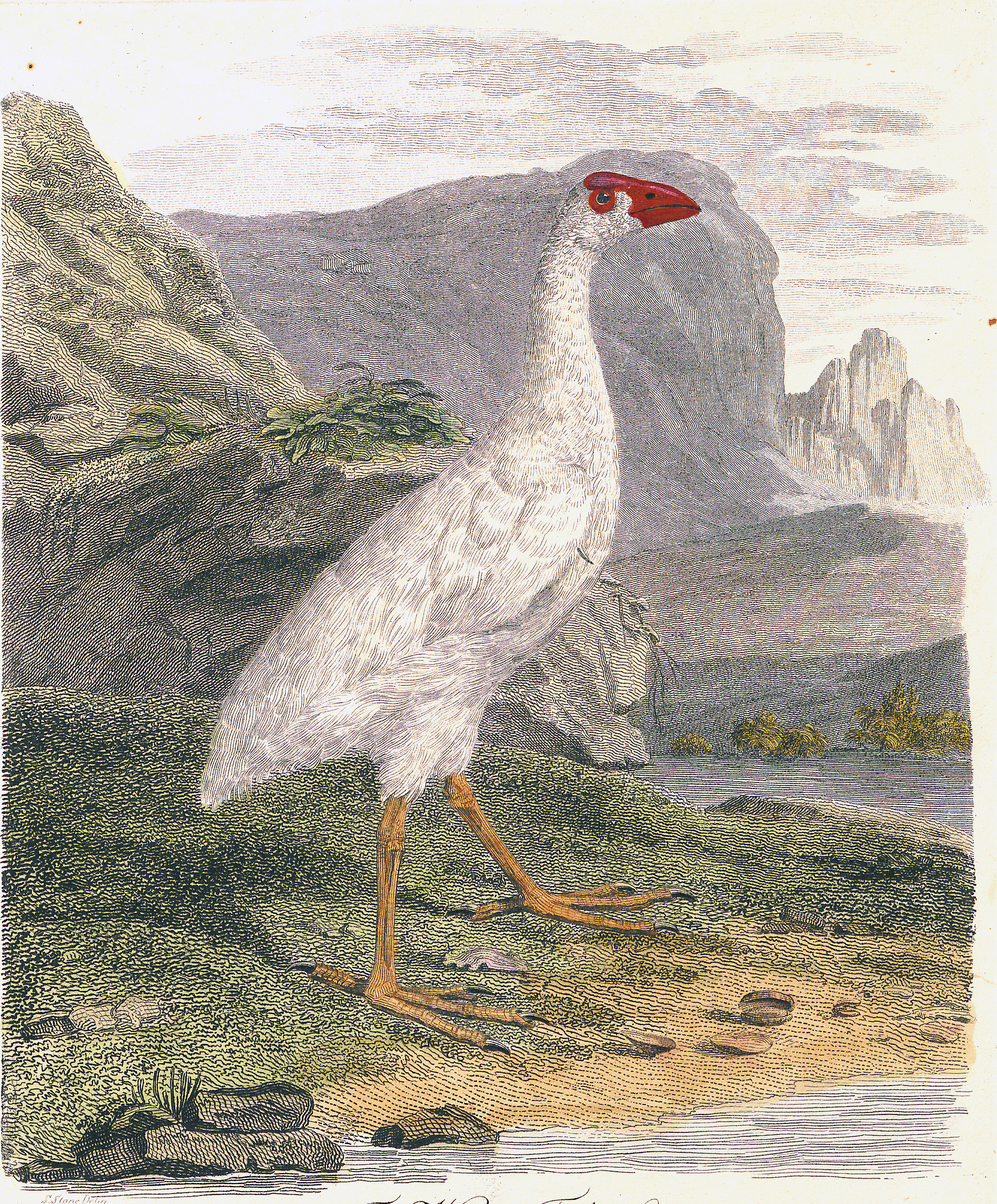
Lord-Howe-Purpurhuhn In: Journal of a Voyage to New South Wales. 1790
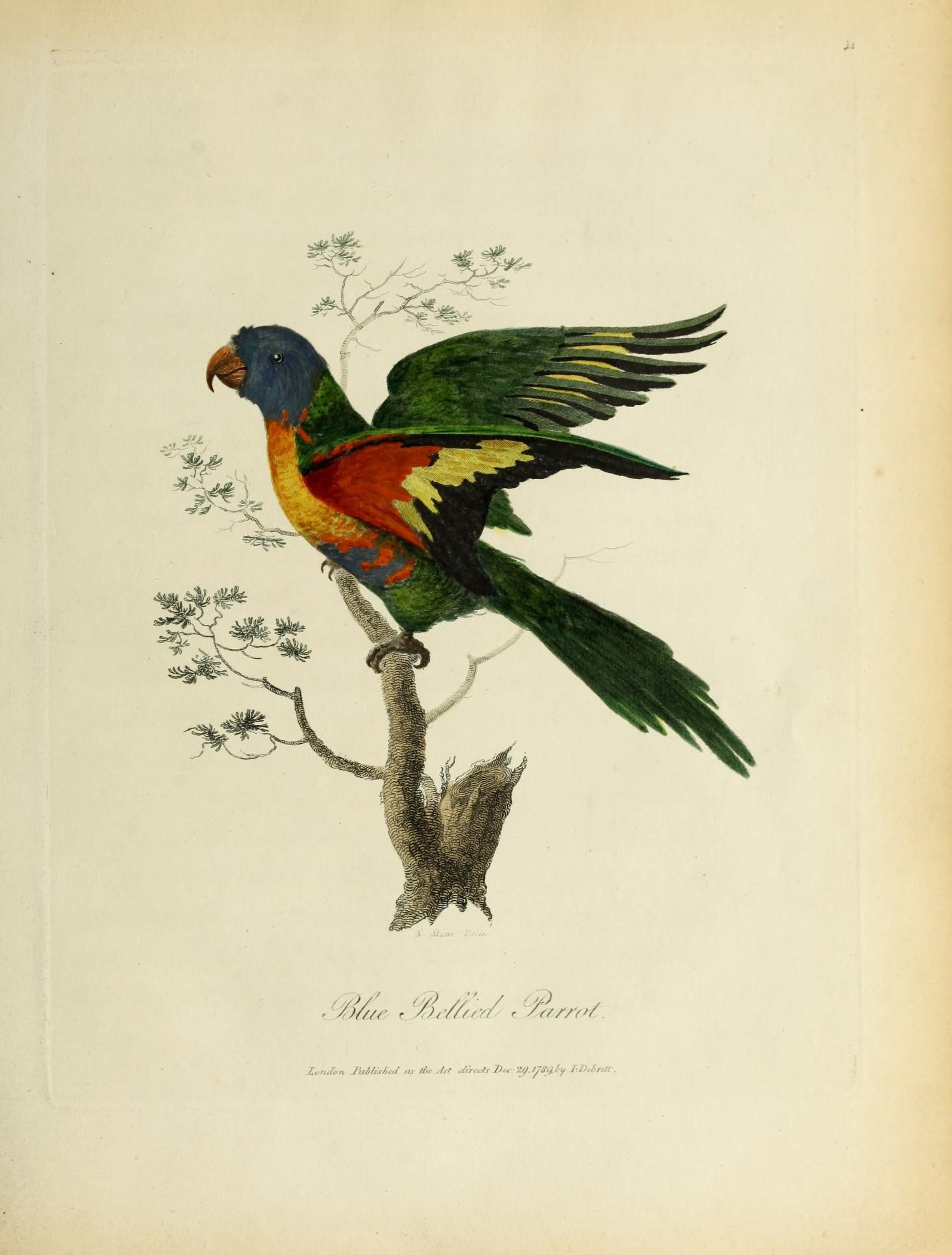
Blue Bellied Parrot In: Journal of a Voyage to New South Wales. 1790
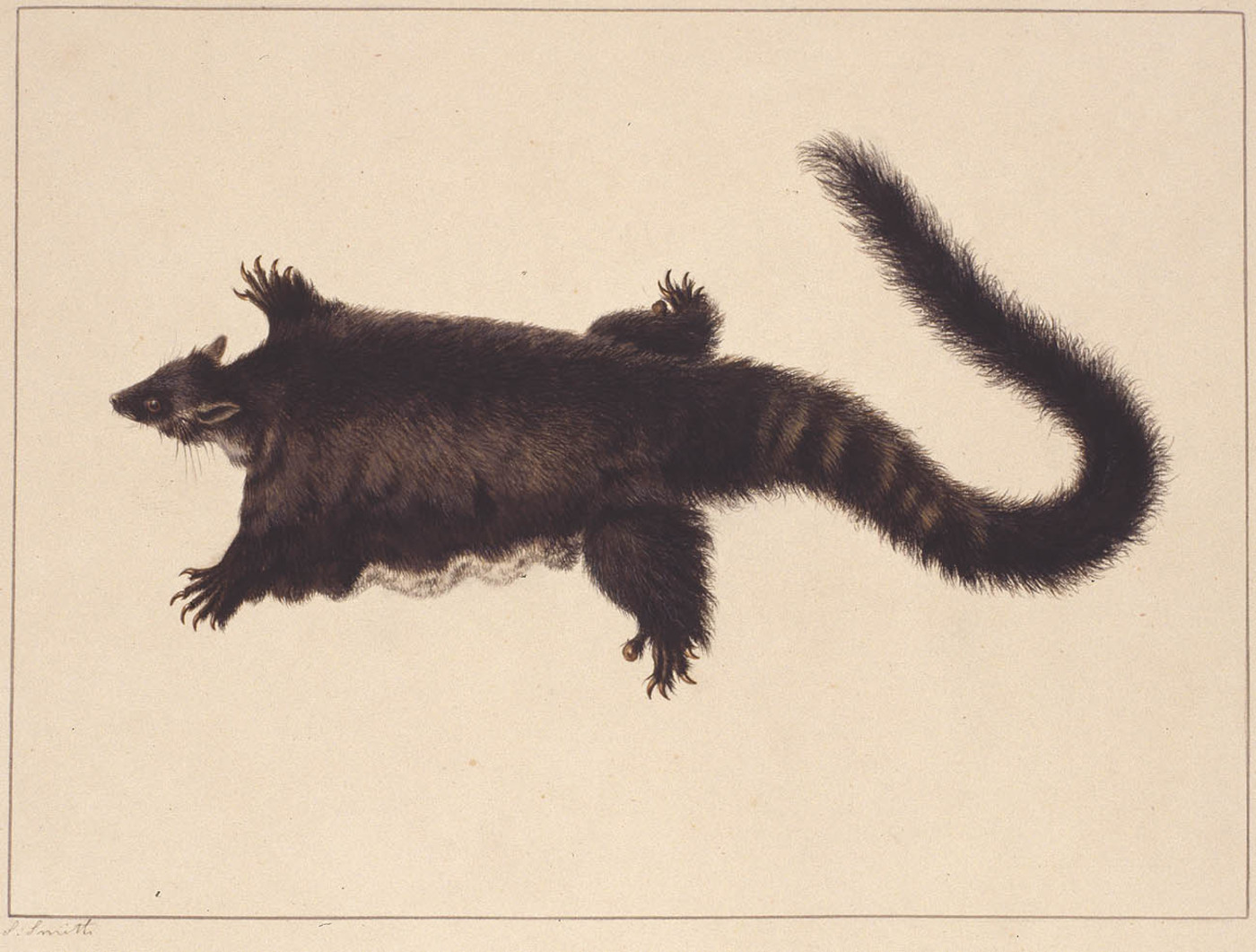
Hepoona Roo  State Library of New South Wales